# Pyglet

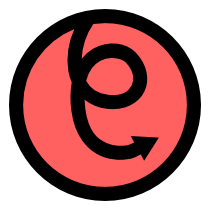
Ícono de Pyglet.

Pyglet es una biblioteca para el lenguaje de programación Python que proporciona una interfaz programable orientada a objetos para desarrollar juegos y otro tipo de aplicaciones multimedia para Microsoft Windows, Mac OS X y Linux. Tiene Licencia BSD.
Pyglet no tiene dependencias externas, para la mayoría de aplicaciones requiere sólo Python, simplificando así la instalación y distribución de la aplicación. 
En lo que respecta a la parte gráfica, usa las ventanas que se requieran y tiene soporte de múltiples monitores para juegos a pantalla completa. Carga imágenes, sonido y vídeo en casi cualquier formato: pyglet opcionalmente puede usar AVbin para reproducir formatos como MP3, OGG/Vorbis, WMA y formatos de vídeo tales como DivX, MPEG-2, H.264, WMV y XviD.

## Ejemplo
```
import
 
pyglet

window
 
=
 
pyglet
.
window
.
Window
(
width
=
640
,
 
height
=
480
,
 
caption
=
"Hola Mundo!"
)

pyglet
.
app
.
run
()

```

## Como instalar Pyglet
En Debian: al encontrarse en los repositorios oficiales bastará con escribir el siguiente comando en la terminal:
```
sudo
 
apt
-
get
 
install
 
python
-
pyglet

```